# Candas Jane Dorsey
Pour les articles homonymes, voir Dorsey.
Œuvres principales
- Black Wine

Candas Jane Dorsey, née le 16 novembre 1952 à Edmonton, en Alberta, est une poétesse et romancière de science-fiction et fantasy canadienne. Elle est devenue écrivaine dès son plus jeune âge et travaille à travers les frontières des genres, écrivant de la poésie, de la fiction, de la littérature générale et de la spéculation, de la forme courte et longue, du journalisme artistique et de la défense des arts. Elle a également écrit des scénarios pour la télévision et le théâtre, des articles de magazines et de journaux ainsi que des critiques.
Candas Jane Dorsey enseigne et anime des ateliers et des lectures. Elle a siégé au conseil d'administration de la Writers Guild of Alberta (en) et elle est l'une des fondatrices de SF Canada (en). Elle a reçu le prix Aurora 1998.
Candas Jane Dorsey a été rédactrice en chef de The Books Collective (River, Slipstream et Tesseract Books) de 1992 à 2005.

## Œuvres

### Romans
- (en) Hardwired Angel, 1987Écrit avec Nora Abercrombie.
- (en) Black Wine, 1997Prix Otherwise 1997, prix Crawford (en) 1997 et prix Aurora 1998
- (en) A Paradigm of Earth, 2001
- (en) The Adventures of Isabel: A Postmodern Mystery, By the Numbers, 2020

### Recueils de nouvelles
- (en) Machine Sex and Other Stories, 1988
- (en) Vanilla and Other Stories, 2000
- (en) Ice & Other Stories, 2018

### Recueils de poèmes
- (en) Results of the Ring Toss, 1976
- (en) Leaving Marks, 1992